# Stazione di Tito
La stazione di Tito è una stazione ferroviaria ubicata sulla ferrovia Battipaglia-Potenza-Metaponto, a servizio del comune di Tito che dista circa 4 km dalla stazione stessa.

## Storia
La stazione di Tito entrò in funzione il 1º settembre 1880 contestualmente all'attivazione del tratto Picerno-Potenza della linea ferroviaria per Potenza.

## Strutture e impianti
La stazione è dotata di un fabbricato viaggiatori su un livello a seguito dei lavori di ammodernamento e di elettrificazione della tratta ferroviaria. Era infatti un tempo sede dei servizi di stazione e della dimora del dirigente di stazione al primo piano rialzato. Fu in seguito demolita e ricostruita ad unico livello.
Il piazzale è composto da tre binari per servizio viaggiatori muniti di banchina con una passerella e privi di sottopassaggi.

## Movimento
La stazione risulta essere piuttosto frequentata soprattutto per via della presenza di un borgo molto popoloso (Tito Scalo) e della poco distante area industriale alla quale è collegata tramite binari, alcuni dei quali recentemente ripristinati.
Nella stazione fermano parte dei treni regionali circolanti sulla tratta, nonché alcuni autobus.

## Servizi
La stazione dispone di:
- Bar[1]
- Servizi igienici
- Colonnine di ricarica veicoli elettrici[4]